# 猿田寿男
猿田 寿男（さるた ひさお、1948年（昭和23年）11月15日 - ）は、日本の政治家。元千葉県勝浦市長（2期）。

## 来歴
千葉県大多喜町に生まれる。千葉県立大多喜高等学校卒業。明治大学法学部卒業後、千葉県庁に入庁。総合企画部参事兼知事室長、地域振興担当部長、商工労働部長などを歴任した。
2009年（平成21年）6月、千葉商工会議所専務理事に就任。
2011年（平成23年）4月、勝浦市副市長に就任。同年6月12日、勝浦市長の山口和彦が肺がんのため死去。これに伴って行われた市長選挙（7月24日告示、7月31日投票）に立候補し無投票で初当選した。2015年（平成27年）の市長選も無投票で再選。
2019年（令和元年）の市長選挙では、自民党・公明党の推薦を得て3選に挑むも、元市議の土屋元に敗れた。
2022年春の叙勲で旭日小綬章を受章。